# Vestibulární schwannom
Vestibulární schwannom nebo také neurinon akustiku, neurilemom akustiku, či nádor mostomozečkového koutu nebo intrakraniální schwannom, je vzácný benigní nádor vycházející z buněk Schwannovy pochvy vestibulární části n. vestibulocochlearis (n. statoacusticus) v místě spojení centrálního a periferního myelinu. Vyskytuje se v 11 případech na 1 milion obyvatel, průměrný věk pacientů je 53 let.

## Diagnóza a léčba
První příznaky zahrnují hypakuzi, vertigo a tinnitus. Tlak mozkového kmene, především dechového centra v oblongátě, může pacienta akutně ohrožovat na životě. Mezi základní vyšetření patří tónová a řečová audiometrie, vyšetření ABR (auditory brainstem response test) a MRI. Léčba se skládá z pozorování, protože některé tumory nerostou, chirurgického zásahu třemi možným způsoby podle velikosti, lokace a možnosti zachování sluchu, a radioterapie.